# Calamus thwaitesii
Calamus thwaitesii là loài thực vật có hoa thuộc họ Arecaceae. Loài này được Becc. mô tả khoa học đầu tiên năm 1892.Chúng xuất hiện ở vùng Đông Nam Ấn Độ và Sri Lanka.